# Kloster Vazelon

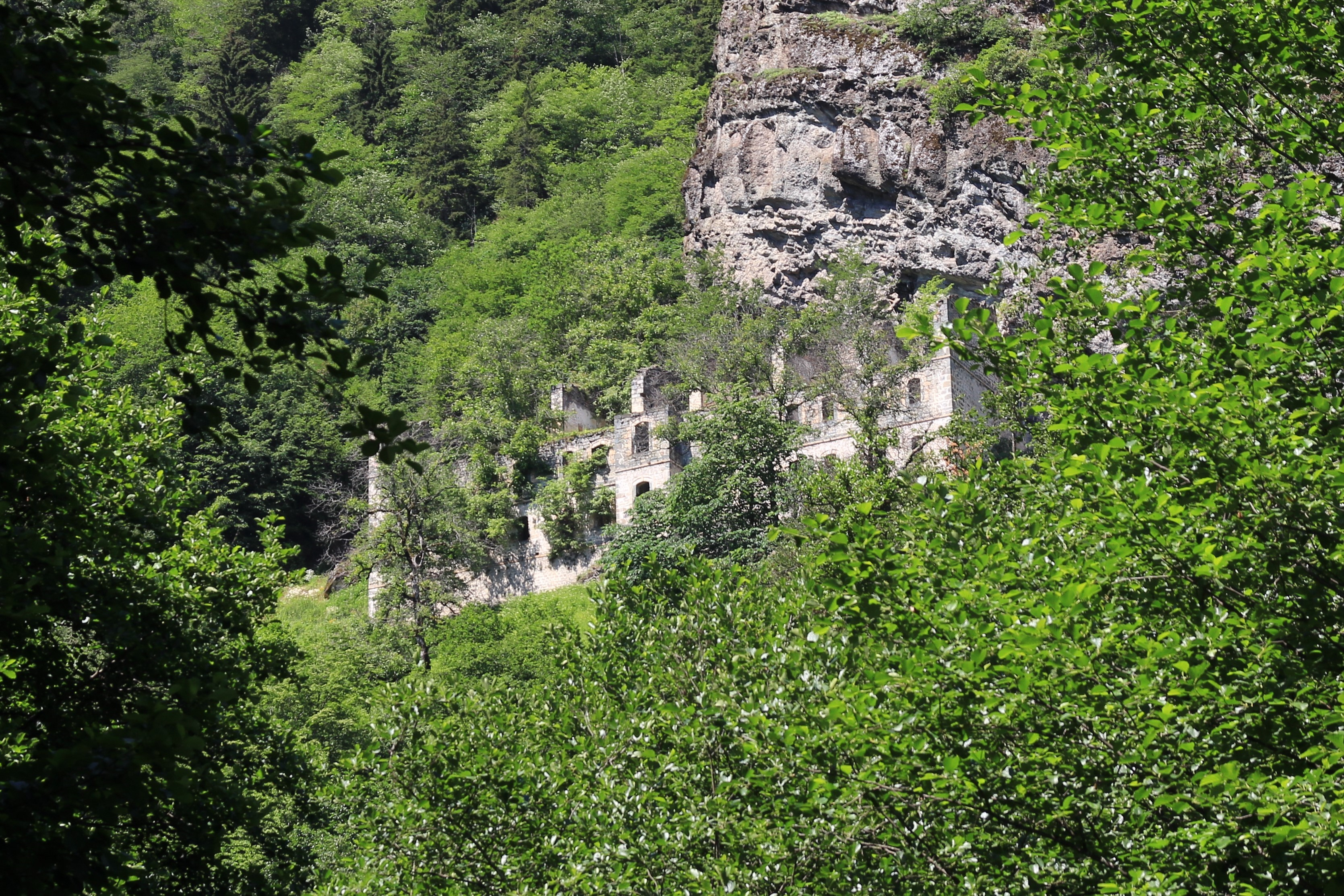
Hauptgebäude des Klosters Vazelon (Juli 2014)

Das Kloster Vazelon ist ein ehemaliges griechisch-orthodoxes Kloster aus dem 6. Jahrhundert im Wald im Landkreis Maçka, ca. 50 km südlich von Trabzon auf einem Felsen über dem Fluss Degirmendere (Altindere). Es wurde St. Johannes von Vazelon geweiht.

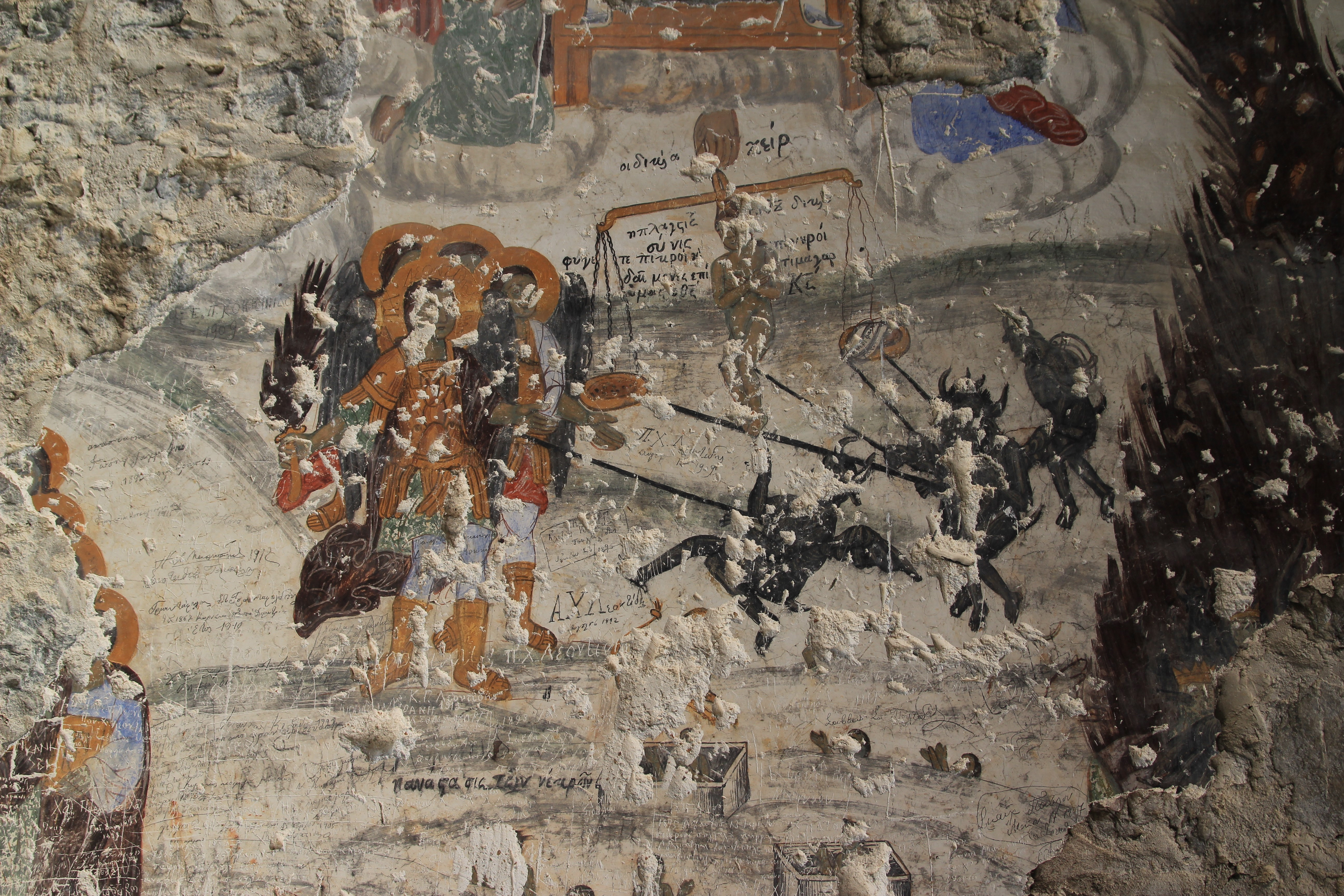
Darstellung des Jüngsten Gerichts (Kloster Vazelon, Juli 2014)

## Geschichte
Die Ursprünge stammen vermutlich aus dem 3. Jahrhundert. Das eigentliche Kloster wurde von Kaiser Justinian im Jahr 565 erbaut und als Signalstation gegen Angriffe feindlicher Bergstämme genutzt. Es war durch einen Pflasterweg (Königsstraße) mit Trabzon verbunden. Im Laufe der Zeit wurde es vielfach erweitert und restauriert.
Es war das reichste Kloster der Region und vermutlich wurde mit dem Geld aus Vazelon das Kloster Sumela nach einem Feuer im Jahr 640 wieder aufgebaut. Das Kloster Vazelon hat das religiöse, kulturelle und ökonomische Leben der Region stark beeinflusst.
Das Kloster wurde 1923 mit dem türkisch-griechischen Bevölkerungsaustausch verlassen und danach stark verwüstet. Heute stehen dort nur noch Ruinen.
Bei der Vertreibung der Griechen aus der Türkei während des Ersten Weltkrieges diente das Kloster als Zufluchtsort für hunderte Flüchtlinge.

## Gebäude
Das jetzt noch sichtbare Klostergebäude stammt aus dem 15. Jahrhundert. Es gibt ein Hauptgebäude, worin die Mönchszellen, Küche, Studienräume, Refektorium usw. untergebracht sind. In der Nähe liegen drei byzantinische Kapellen. Die Fresken an der nördlichen Außenwand der Johanneskapelle, die Manuel III. 1410 errichten ließ, sind noch gut erhalten und stellen den Himmel, die Hölle und das Jüngste Gericht dar. Daneben gibt es eine heilige Quelle mit einer Zisterne mit Gewölbe.